# Stortingsvalet 2009

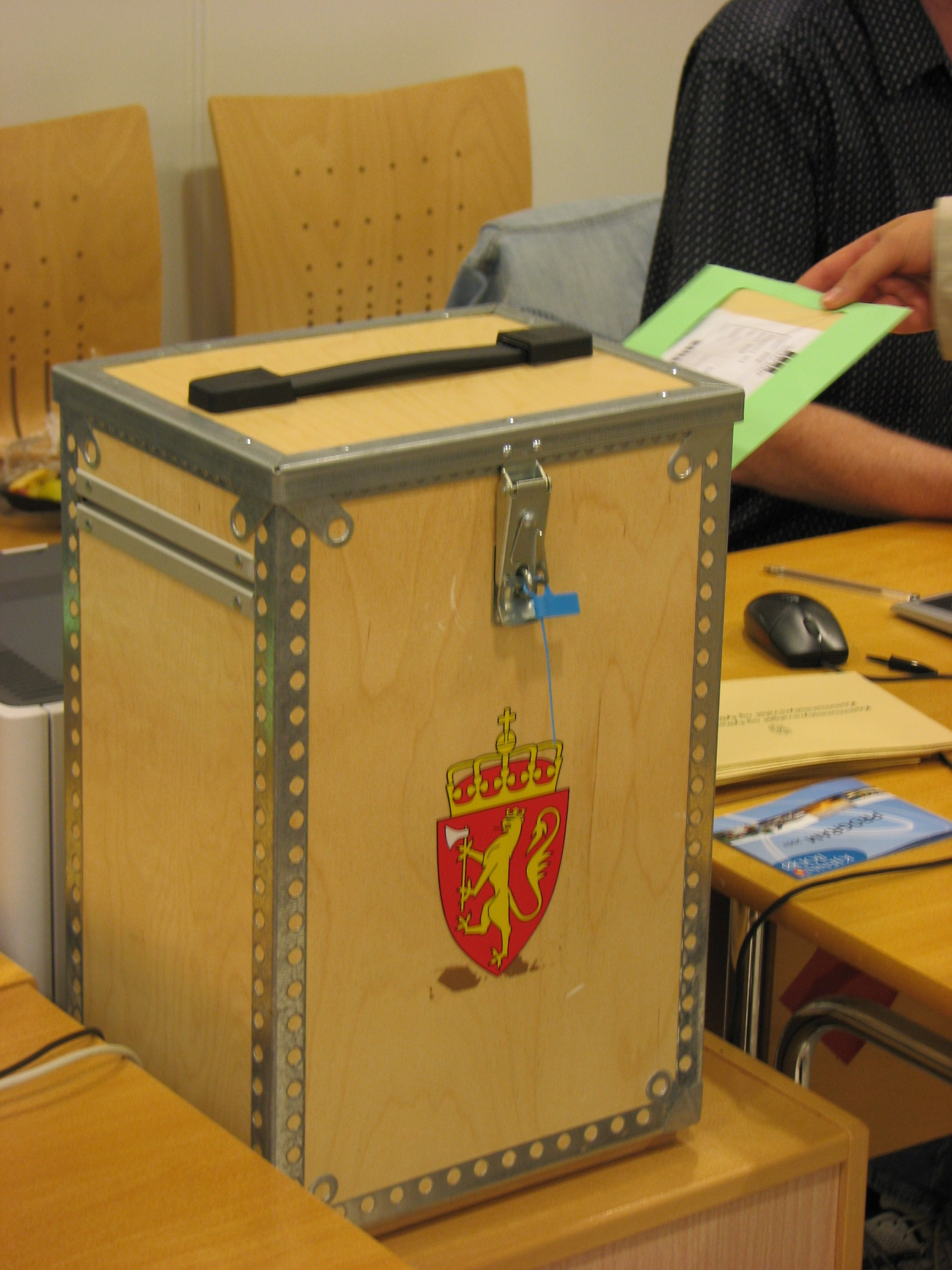
Valurna.

Stortingsvalget 2009 var ett rikstäckande allmänt val i Norge som hölls 14 september 2009. I valet valdes ledamöter till Stortinget. Alla norska medborgare som fyllt eller skulle fylla 18 år senast den 31 december 2009 hade rösträtt.
Valresultatet blev att den rödgröna regeringskoalitionen under ledning av Arbeiderpartiet och Jens Stoltenberg valdes om, med 86 platser i Stortinget mot den borgerliga oppositionens 83. I detta jämna val fälldes avgörandet av att Venstre med 3,8 procent hamnade under fyraprocentsspärren och därmed åkte ur Stortinget.
Kommuner som önskade det kunde dessutom hålla val söndag 13 september. Samma dag som Stortingsvalet hölls också Sametingsvalet och kyrkovalet.

## Partier
24 partier deltog i valet och totalt 3 688 kandidater. Följande partier ställde upp i samtliga 19 fylken:
- Det norske Arbeiderparti/Det norske Arbeidarparti
- Fremskrittspartiet/Framstegspartiet
- Høyre/Høgre
- Kristelig Folkeparti/Kristeleg Folkeparti
- Senterpartiet
- Sosialistisk Venstreparti
- Venstre
- Demokratene/Demokratane
- Kystpartiet
- Miljøpartiet De Grønne/Miljøpartiet Dei Grøne
- Rødt/Raudt

Följande partier ställde upp i minst ett fylke:
- Abortmotståndarnas lista
- Det Liberale Folkepartiet
- Ett (skrift)språk
- Kristent Samlingsparti
- Norges Kommunistiske Parti
- NorgesPatriotene
- Norsk Republikansk Allianse
- Pensjonistpartiet
- Samfunnspartiet
- Samtidspartiet
- Sentrumsalliansen
- Tverrpolitisk Folkevalgte
- Vigrid

## Skolvalet
Skolvalet i Norge brukar av tradition presenteras av bland annat Aftenposten några dagar innan stortingsvalet. Valvinden i skolvalet brukar tydligt visa på vilken färdriktning det kommande stortingsvalet brukar få. Den 8 september 2009 redovisade Aftenposten 2009 års skolvalsresultat. Det utföll på följande vis (inom parentes ändringen från skolvalet 2005):
- Arbeiderpartiet      23,8 % (+1,7 %)
- Socialistisk venstre 10,4 % (-6,3 %)
- Senterpartiet         5,7 % (-1,4 %)

- Framskrittspartiet   23,7 % (-1,4 %)
- Høyre                16,3 % (+4,7 %)
- Kristelig folkeparti  3,7 % (±0)
- Venstre               6,0  (+2,9 %)

Med utgångspunkt från skolvalet skulle regeringen Stoltenberg i valet ha tappat 6 procentenheter medan den borgerliga sidan skulle gått framåt med 6,2 procentenheter. Skulle skolvalet gällt rikspolitiken skulle Norge ha fått en borgerlig majoritet i stortinget efter valet. De vinnande partierna i skolvalet var framför allt Høyre och Venstre medan Socialistisk venstre såg ut att gå en kraftig tillbakagång till mötes.

## Valutgången
Stortingsvalet hölls söndagen den 13 september och måndagen den 14 september 2009. 65 procent av de röstberättigade deltog i valet, vilket utföll på följande vis:
- Arbeiderpartiet      35,3 %
- Socialistisk venstre  6,1 %
- Senterpartiet         6,2 %

- Fremskrittspartiet   22,9 %
- Høyre                17,1 %
- Kristelig folkeparti  5,7 %
- Venstre               3,7 %

Arbeiderpartiet, Sosialistisk venstre och Senterpartiet erhöll 86 mandat medan de borgerliga sammantaget erhöll 83 mandat (trots att de senare noterade flest antal röster vilket berodde på att Venstre i borgerliga blocket hamnade under 4 procent spärren.).
Stortingsvalet medförde således en fortsatt majoritet för Regeringen Stoltenberg II (Arbeiderpartiet/Senterpartiet/Sosialistisk venstre), som historiskt sett blev den första norska regeringen på 16 år att sitta kvar efter ett val. Eftersom Venstre hamnade under fyraprocentsspärren med 3,9 procent, bibehöll det rödgröna blocket övertaget. De borgerliga fick 45,6 procent av rösterna medan regeringspartierna fick stöd av 47,8 procent väljarna. Bland de enskilda partierna märktes en betydande framgång för Höyre, som gick in i valet med ett resultat på drygt 14 procent (2005) och som kom att framstå som en enande borgerlig kraft på frammarsch. Arbeiderpartiet stärkte sin ställning på koalitionsbrödernas bekostnad, och stärkte sin position som statsbärande parti. Senterpartiet och Kristelig folkeparti noterades för de lägsta röstandelarna i partiernas 60-åriga historia. Fremskrittspartiet noterade en valframgång från succévalet 2005 men nådde inte ett regimskifte, vilket var partiets övergripande mål. Totalt erhöll högerpartierna – Høyre och Fremskrittspartiet hela 40 procent av valmanskårens röster.

## Valresultat
|                                 |         |  |           |        |
|                                 | Andel   |  | Röster    | Mandat |
| Arbeiderpartiet                 | 35,37 % |  | 949 049   | 64     |
| Arbeiderpartiet                 | +2,68 % |  | +86 292   | +3     |
| Fremskrittspartiet              | 22,91 % |  | 614 717   | 41     |
| Fremskrittspartiet              | +0,85 % |  | +32 433   | +3     |
| Høyre                           | 17,24 % |  | 462 458   | 30     |
| Høyre                           | +3,14 % |  | +90 450   | +7     |
| Sosialistisk venstreparti       | 6,20 %  |  | 166 361   | 11     |
| Sosialistisk venstreparti       | –2,63 % |  | –66 708   | –4     |
| Senterpartiet                   | 6,15 %  |  | 165 006   | 11     |
| Senterpartiet                   | –0,33 % |  | –6 118    | ±0     |
| Kristelig Folkeparti            | 5,54 %  |  | 148 748   | 10     |
| Kristelig Folkeparti            | –1,24 % |  | –30 141   | –1     |
| Venstre                         | 3,88 %  |  | 104 144   | 2      |
| Venstre                         | –2,03 % |  | –51 937   | –8     |
| Övriga partier och kandidater   | 2,70 %  |  | 72 420    | 0      |
| Övriga partier och kandidater   | –0,44 % |  | –10 473   | ±0     |
| Ogiltiga och blanka röster      | 0,50 %  |  | 13 565    | 0      |
| Ogiltiga och blanka röster      | +0,06 % |  | +2 008    | ±0     |
| Valdeltagande                   | 76,37 % |  | 2 696 468 | 169    |
| Valdeltagande                   | –1,06 % |  | +46 948   | ±0     |
| Antal röstberättigade 3 530 785 |         |  |           |        |
| Rödgröna                        | 47,73 % |  | 1 280 416 | 86     |
| Rödgröna                        | –0,27 % |  | +13 466   | –1     |
| De borgerliga                   | 49,58 % |  | 1 330 067 | 83     |
| De borgerliga                   | +0,73 % |  | +40 805   | +1     |

Källor: 
- [6]
- [7]